# История картофеля

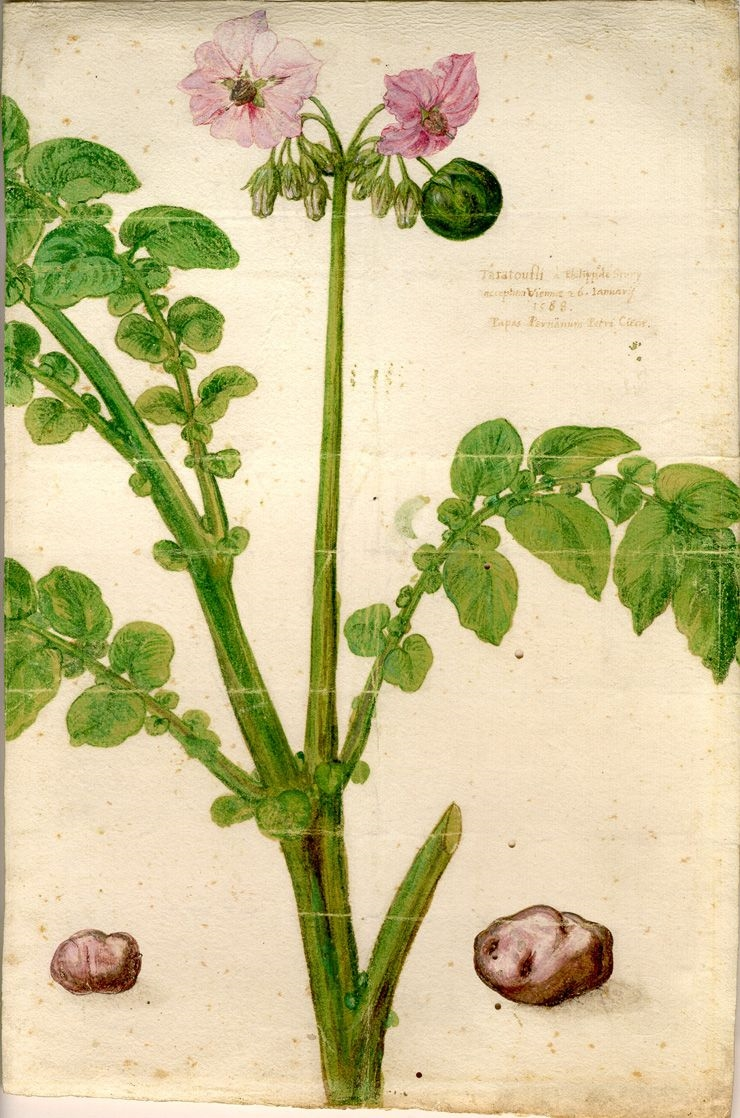
Первое в Европе изображение картофеля (Клузиус, 1588)

Родина картофеля — Южная Америка, где до сих пор можно встретить дикорастущие виды этого растения. Введение картофеля в культуру (сначала путём эксплуатации диких зарослей) было начато примерно 9-7 тысяч лет тому назад на территории современной Боливии. Индейцы не только употребляли картофель в пищу, но и поклонялись ему, считая одушевлённым существом.
В Европе картофель появился во второй половине XVI века и был сначала принят за декоративное растение, причём ядовитое. Окончательно доказал, что картофель обладает высокими вкусовыми и питательными качествами, французский агроном Антуан-Огюст Пармантье (1737—1813). С его подачи началось проникновение картофеля в провинции Франции, а затем и других стран. Ещё при жизни Пармантье это позволило победить во Франции частый прежде голод и вывести цингу. В честь Пармантье названо несколько блюд, основным ингредиентом которых является картофель.
Первое появление картофеля в России относится к концу XVII века и связано с именем Петра Первого.

## Ранние письменные свидетельства
Первые спорадические упоминания о картофеле (yoma на языке чибча-муисков) встречаются в испанских документах, описывавших завоевание Нового Королевства Гранада (территории Колумбии и Венесуэлы): у Гонсало Хименеса де Кесады (1539, отредактировано анонимным автором в 1548—1549 годах; 1550), Хуана де Кастельяноса (1540), Паскуаль де Андагойя (1540) у Фернандеса де Овьедо (1545). Хименес де Кесада в своём докладе «Краткое изложение завоевания Нового Королевства Гранада», говоря о жителях завоёванной им территории, сообщил о наиболее важных растениях, используемых ими в пищу:

Едой этих людей служит то же, что и в других частях Индий, потому что их главным пропитанием является маис [maíz] и юка [yuca]. Кроме этого, у них есть 2 или 3 разновидности растений, из которых они извлекают большую пользу для своего пропитания, коими есть одни, похожие на трюфеля, называемые ионас [ionas], другие — похожи на репу, называемую кубиас [cubias], которые они бросают в свою стряпню, им оно служит важным продуктом.— Гонсало Хименес де Кесада. «Краткое изложение завоевания Нового Королевства Гранада».
В рукописи анонимного Словаря и грамматики языка чибча (около начала XVII века) приводятся различные виды картофеля:
- «Трюфель животных. — Niomy»;
- «Трюфель, корень. — Iomza [или] iemuy»;
- «Жёлтый трюфель. — Tybaiomy»;
- «Широкий трюфель. — Gazaiomy»;
- «Длинный трюфель. — Quyiomy»;

Конкистадор Паскуаль де Андагойя в 1540 году указывал в своём «Сообщении о деяниях Педрариаса Давилы в провинциях Тьерра-Фирме или Золотая Кастилия», что «эта долина и местность Попайян очень красивая и плодородная. Провизией [здесь] является маис и некие корни, называемые папас, похожие на каштаны, и другие корни, похожие на репу, не считая многочисленных фруктов». 

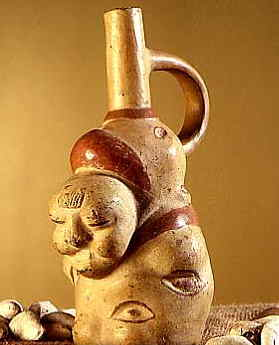
Аксо-мама, инкская богиня картофеля

Благодаря историку и конкистадору Педро Сьеса де Леону в Европе подробно узнали о такой культуре, как картофель, из его произведения «Хроника Перу», опубликованного в 1553 году в городе Севилья, где он также сообщает, что встречал картофель в Кито (Эквадор), Попаян и Пасто (Колумбия). Он же, опираясь как на собственные наблюдения, так и на сведения конкистадоров-предшественников, собранные благодаря своей должности в аппарате вице-короля Педро де Ла Гаски, дал его первое описание, правильный способ приготовления и хранения:
«Из местных продуктов, за исключением маиса, есть ещё два, считающихся у индейцев основными продовольственными продуктами. Один они называют Папас [клубни картофеля], наподобие трюфелей, после варки становящихся такими же мягкими внутри, как и варёные каштаны; у него нет ни скорлупы, ни косточки, только то, что есть и у трюфелей, потому что он образуется под землёй, как и они. Производит этот плод трава, точь-в-точь [на вид], как [наш] полевой мак», «…и его они сушат на солнце, и хранят от одной уборки урожая до другой. После высушивания они называют этот картофель „chuño“ и он очень ими ценится и много стоит, потому что у них нет оросительных каналов, как во многих других местах этого королевства, для поливки своих полей, им даже не хватает природной воды для посевов, они испытывают нужду и лишения, если у них нет этого высушенного картофеля».
В Европу (Испанию) картофель впервые был завезён, вероятно, тем же Сьеса де Леоном в 1551 году, при его возвращении из Перу. Подчас заслуга в распространении картофеля в Европе приписывается Фрэнсису Дрейку, который, вернувшись в Англию в сентябре 1580 года, привез клубни этого растения (в 1853 году в немецком Оффенбурге ему в благодарность за ценный вклад в улучшение питания европейцев даже установили памятник, уничтоженный в 1939-м нацистами). Однако за семь лет до того зафиксировано первое свидетельство употребления картофеля в пищу в Испании: в 1573 году он значится среди продуктов, закупленных для госпиталя Крови Иисусовой в Севилье. В дальнейшем культура распространилась в Италии, Бельгии, Германии, Нидерландах, Франции, Великобритании и других европейских странах.

## Перу
Утверждается, что в календаре инков существовал следующий способ определения дневного времени: мерилом служило время, затрачиваемое на варку картофеля — что приблизительно равнялось одному часу. То есть в Перу говорили: прошло столько времени, сколько ушло бы на приготовление блюда из картофеля.
Описание традиционного способа приготовления картофеля перуанцами содержится в письме французского исследователя Жозефа Домбэ, датированном 20 мая 1779 года. Картофель, наряду с кукурузой, являлся уникальным продуктом перуанцев, которые брали их с собой в долгие поездки. Они готовили картофель в воде, очищали от кожицы и сушили на солнце. Полученный продукт исп. papa seca смешивали с другими продуктами. Существовал ещё один метод приготовления. Клубни замораживали и топтали (?) ногами, чтобы очистить от кожицы. Таким образом приготовленную смесь помещали в поток воды под прессом. Пятнадцать-двадцать дней спустя, полученный продукт сушили на солнце. Полученный таким образом продукт назывался исп. chuño и «представлял собой чистый крахмал, который они могли использовать для приготовления пудры (для волос)». исп. chuño применялся для приготовления джемов, муки для больных и добавки к другим блюдам.

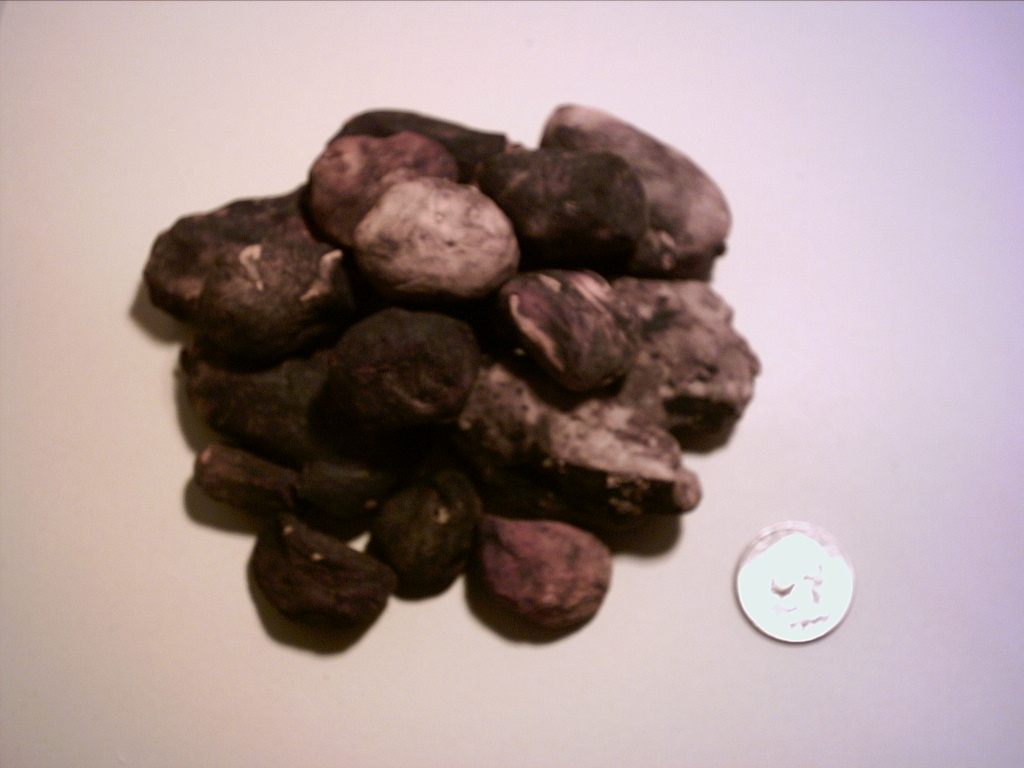
Chuño
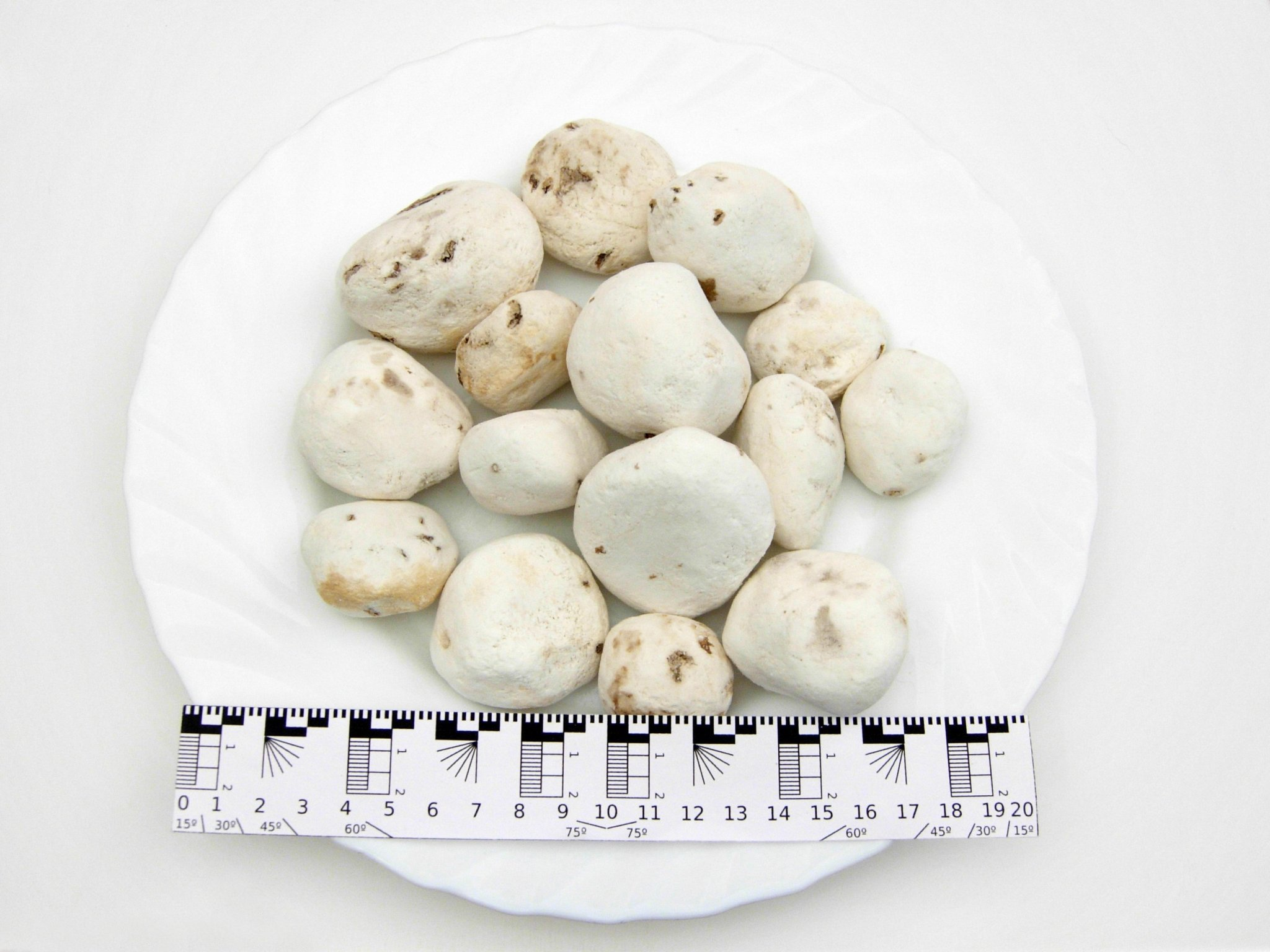
Tunta, или chuño
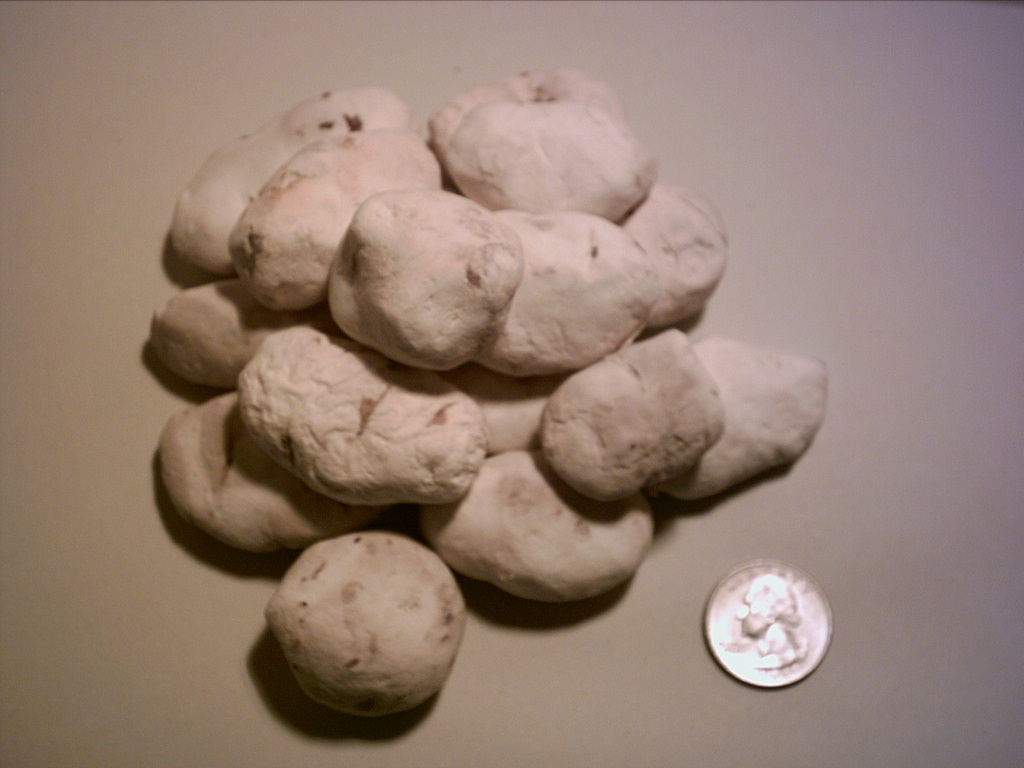
Autre tunta

## Льежское епископство
По всей вероятности, первая кулинарная книга, содержащая рецепты блюд из картофеля, принадлежит перу Ланселота де Касто, повару трёх (последовательных) князей-епископов Льежа.
Книга, вышедшая в 1604 году под называнием Ouverture de cuisine содержит четыре рецепта приготовления тогда ещё экзотического для европейцев блюда.

Варёный картофель. Возьмите тщательно вымытую картофелину и сварите в воде; когда будет готова, её нужно очистить, нарезать, смазать сливочным маслом и поперчить.Оригинальный текст (фр.)Tartoufle boullye. Prennez tartoufle bien lauee, & la mettez boullir dedans eau, eſtant cuite il la faut peler & coupper par tranches, beurre fondu par deſſus, & poiure.

Иначе: Нарежьте картофелину на ломтики, как показано выше, тушите с испанским вином, маслом и мускатным орехом.Оригинальный текст (фр.)Tartoufle autrement. Conppez la tartoufle par tranches comme deſſus, & la mettez eſteuuer avec vin d’Eſpagne & nouueau beure, & noix muſcade.
|-
|

Возьмите ломтики картофеля, тушите их с маслом, рубленым майораном и петрушкой; одновременно взбейте четыре или пять яичных желтков с небольшим количеством вина, влейте их в кипящий картофель, снимите с огня и подавайте.
Оригинальный текст (фр.)Autrement. Prennez la tartoufle par tranches, & mettez eſteuuer auec beurre, mariolaine haſchee, du persin : puis prennez quatre ou cinq iaulnes d’œuf battus auec vn peu de vin, & iettez le deſſus tout en bouillãt, & tirez arriere du feu, & seruez ainsi.

|-
|

Иначе: Поджарьте картофелину как каштаны в золе, очистите и нарежьте на ломтики. Посыпьте рубленой мятой, по(за?)лейте отваренным изюмом, уксусом и посыпьте перцем. Оригинальный текст (фр.)Autrement. Mettez roſtir la tartoufle dedans le cendres chaudes comme on cuit les caſtaignes, puis la faut peler & coupper par trãches, mettez ſus mente haſchee, des carentines boullies par deſſus, & vinaigre, vn peu de poiure, & ſeruez ainſi.

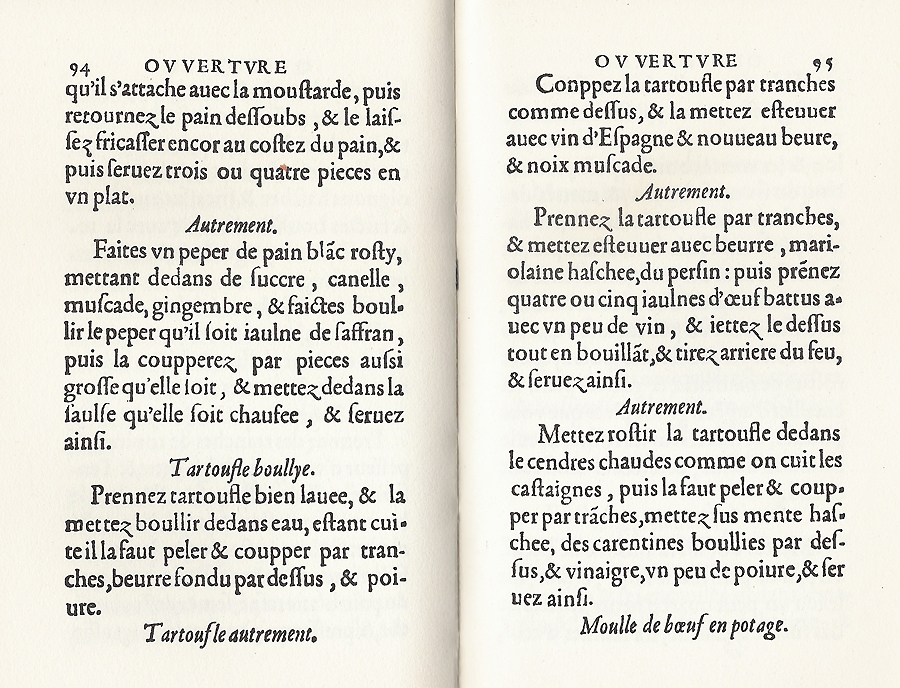
Разворот факсимильного издания Ouverture de cuisine

Отсутствие соли в заправках объясняется тем, что в то время достаточно соли содержалось в масле.
Де Касто не оставил комментариев относительно происхождения, цены на картофель, его доступности на рынке. Тем не менее, он использовал картофель как минимум с 12 декабря 1558 года, так как «варёный картофель» фигурирует в меню (3 перемена\подача) банкета, данного в честь joyeuse entrée архиепископа Робера. 

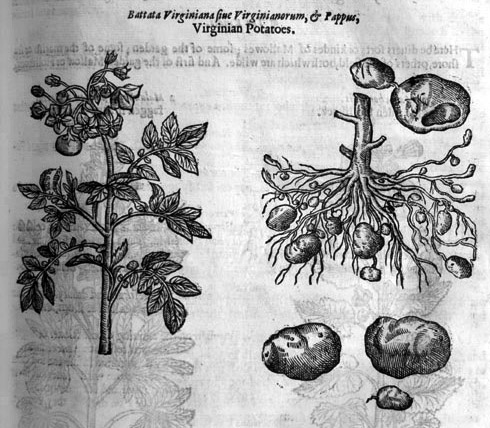
Иллюстрация из гербария Дж. Герарда (1633)

## Ирландия
В Ирландии картофель появился в конце XVI века. Он быстро получил популярность и к концу XVIII века прочно занял место основного продукта в рационе ирландских крестьян.
В крестьянских домах картофель всегда был частью обеда в одном виде, наиболее простом в приготовлении, сваренный в воде. Клубни вместе с кожурой отваривали в котле. Содержимое котла выливали в плетёную корзину (англ. skeehogue), пропускающую воду, и члены семьи, сидя вокруг корзины и перед камином, ели непосредственно из корзины руками.
Неурожай картофеля, спровоцированный влиянием патогенного микроорганизма Phytophthora infestans, вызывающего фитофтороз, стал одной из причин массового голода, поразившего Ирландию в середине XIX века. Это, в свою очередь, породило массовую эмиграцию ирландцев в Новый свет, и прежде всего в Соединённые Штаты Америки.

## Франция

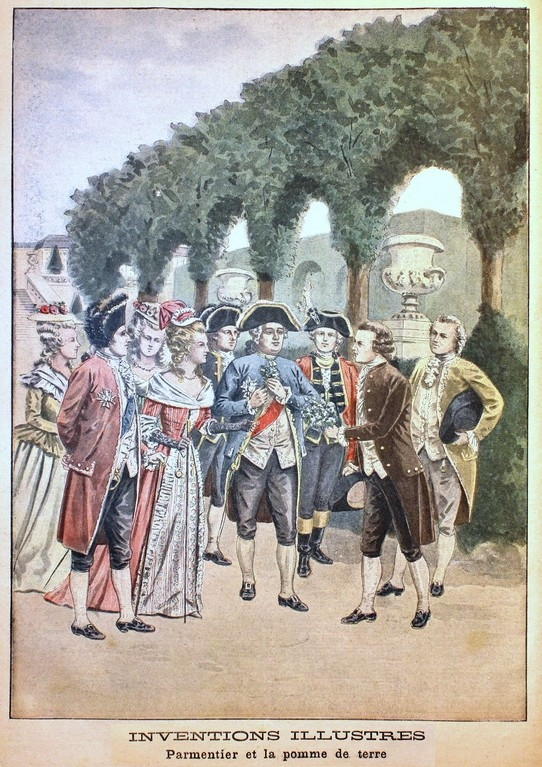
Пармантье предлагает букет из цветков картофеля Людовику XVI и Марии-Антуанетте, гравюра в Le Petit Journal за март 1901 года

С момента появления в Европе картофель приобрёл популярность в епископстве Льежа, в Ирландии, в Германии, Швейцарии, Италии. Во Франции, из-за сходства с известными ядовитыми представителями семейства паслёновых, как и отсутствием технологий хранения и использования, внедрение было заторможено. Кроме того существовали проблемы чисто агрономического (неподходящие экологических условия) и религиозного характера (непризнание десятины).
Оливье де Серр в книге «Théâtre d’agriculture et Mesnage des champs» 1600 года рекомендовал возделывание картофеля и сравнивал его вкус («белый трюфель») с лучшими образцами чёрного трюфеля.
К 1750 году рекомендовать возделывание и потребление картофеля стали многие люди и организации: Дюамель дю Монсо, епископы Альби и Леона, министр Тюрго, Роза Бертен, сельскохозяйственное общество Ренна. Ещё за десять лет до публикаций Антуана Пармантье и Самюэля Анжель, Дюамель дю Монсо призывал крестьян не игнорировать картофель и отмечал, что «… представляет собой превосходный продукт, особенно с беконом или солониной.»
Но широкие массы относились к картофелю скептически. Большинство французов относились к нему пренебрежительно, хотя в некоторых районах его выращивали и употребляли. Картофель представлял собой альтернативу пшенице, основному продукту питания, недостаток которой в течение веков приводил к голоду и способствовал возникновению панических настроений на заре французской революции.
Пармантье особенно активно пропагандировал выращивание картофеля в качестве овощной культуры. Его трактат Examen chymique des pommes de terres (1774) доказал высокую пищевую ценность картофеля. За внедрение новой культуры взялись правительство и сама королевская фамилия. Рассказывают, что королева Мария-Антуанетта любила завивать цветы картофеля в свою причёску.

## Беларусь
На территории современной Беларуси, а тогда Речи Посполитой, картофель появился в 1676 году, когда его привез из Европы чашник Великого Князя Литовского Франтишек Стефан Сапега. Однако посадки картофеля тогда были ограничены, его плоды считались деликатесом и подавались лишь в богатых домах Варшавы и Вильно. В XVIII веке картофель стали выращивать и потреблять уже почти по всей Беларуси. После вхождения в состав Российской империи на землях Северо-Западного края продолжали выращивать картофель. Этому способствовали и сами земли, особенно торфяники.
В начале XX века на территории Беларуси увеличили площади картофеля, начали серьёзно заниматься его селекцией. В Минске, в здании бывшей усадьбы Ваньковичей, была создана Центральная картофельная станция научно-исследовательского института имени В. И. Ленина. Создан НИИ Картофелеводства и плодоовощеводства в поселке Самохваловичи, Минского района, где были разработаны десятки новых сортов картофеля. В 1960-е годы в Минске создан Всесоюзный НИИ по производству продуктов питания из картофеля. Построен ряд предприятий по переработке картофеля и производства из него продуктов питания (чипсов, крахмала, сухого картофельного пюре), например ОАО «Машприщепрод» в Марьиной Горке.

## Россия
Появление в России картофеля Вольное экономическое общество связывало с именем Петра I, который в конце XVII века прислал в столицу мешок клубней из Голландии якобы для рассылки по губерниям для выращивания. Изначально новый овощ назывался на итальянский манер «тартуфелем», а в XVIII веке был позаимствован диссимилированный немецким языком вариант «картофель».
В 1765 году клубни были отправлены для посадки из Петербурга в Москву. Транспорт прибыл в декабрьские морозы, и потому, несмотря на тщательную упаковку (бочонки оборачивались рогожами), картофель сильно пострадал. Из 58 бочонков были пригодны только 8. Мёрзлый картофель распродали за большие деньги, ни слова не сказав о потере вкусовых качеств и полной непригодности для посева. В феврале 1766 года 4 пуда картофеля было отправлено из Петербурга в Новгород. Мешки сопровождал курьер, вручивший их губернатору вместе с наставлением о выращивании картофеля.
Диковинный овощ не получил распространения в России первой половины XVIII века, хотя «Историческая справка о введении в России культуры картофеля» гласит:

Иноземное нововведение было принято у нас отдельными лицами, преимущественно иностранцами и некоторыми представителями высших сословий… Ещё в царствование императрицы Анны Ивановны за столом принца Бирона картофель уже появлялся как вкусное, но вовсе не редкое лакомое блюдо.
Поначалу картофель считался экзотическим растением и подавался на стол только в аристократических домах. В 1758 году Петербургская академия наук опубликовала статью «О разведении земляных яблок» — первую в России научную статью о возделывании картофеля. Немногим позже статьи о картофеле опубликовали Я. Е. Сиверс (1767 год) и А. Т. Болотов (1770 год).
Государственные меры по распространению картофеля были приняты при Екатерине II: в 1765 году вышло Наставление Сената «о разведении земляных яблоков». Наставление содержало детальные рекомендации по разведению и употреблению новой культуры и вместе с семенами картофеля было разослано по всем губерниям. Произошло это в русле общеевропейской тенденции: «В обширных размерах картофель стал возделываться с 1684 г. в Ланкашире, с 1717 г. в Саксонии, с 1728 г. в Шотландии, с 1738 г. в Пруссии, с 1783 г. <…> во Франции». По сравнению с рожью и пшеницей, картофель считался неприхотливой культурой, поэтому его рассматривали в качестве хорошего подспорья в неурожай и в нехлебородных местах.
В «Хозяйственном описании Пермской губернии» 1813 года отмечается, что крестьяне выращивают и продают в Перми «отменно крупный белый картофель», однако к увеличению посевов относятся скептически: «Они всегда отвечать готовы, что им недостаёт времени и на посев нужного хлеба, кольми паче картофеля, который садить надобно руками». В пищу картофель крестьяне употребляют «печёной, варёной, в кашах, и делают также из него с помощью муки свои пироги и шаньги (род пирожного); а в городах сдобривают им супы, готовят с жарким и делают из него муку для приготовления киселей».

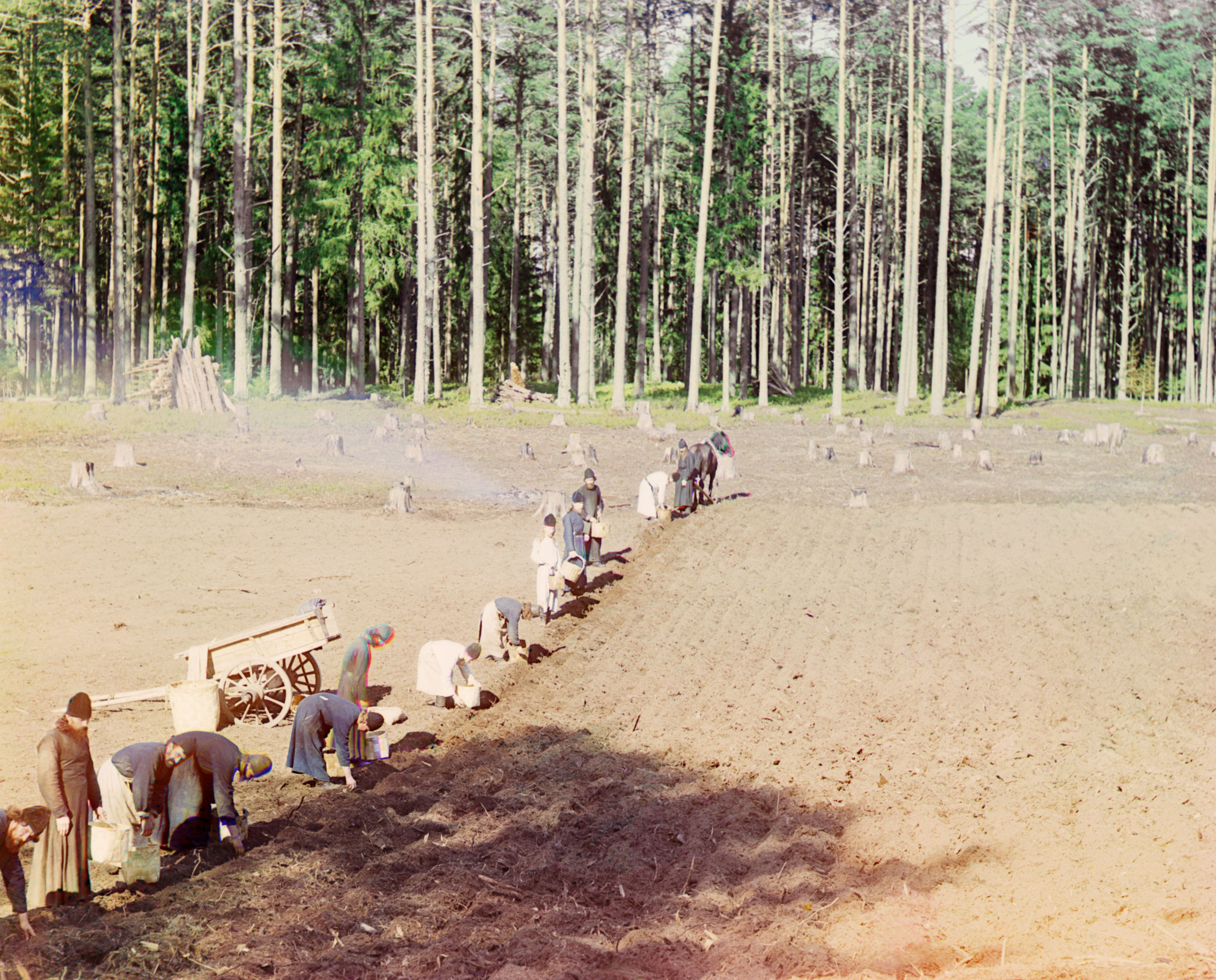
Монахи, сажающие картофель, на фотографии Прокудина-Горского, 1910 г.

Из-за множества отравлений, вызванных употреблением в пищу плодов и молодых клубней, содержащих соланин, крестьянское население поначалу не приняло новую культуру. Лишь постепенно он получил признание, вытеснив из крестьянского рациона репу. Тем не менее ещё в XIX веке многие крестьяне называли картофель «чёртовым яблоком» и считали грехом употребление его в пищу.
Государственные меры принимались и в дальнейшем. Так, в Красноярске начали выращивать картофель с 1835 года. Каждая семья была обязана заниматься выращиванием картофеля. За невыполнение этого распоряжения виновных полагалось ссылать в Белоруссию, на строительство Бобруйской крепости. Ежегодно всю информацию о выращивании картофеля губернатор отсылал в Санкт-Петербург.
В 1840—1842 годах по инициативе графа Павла Киселёва стали быстро увеличиваться площади, выделенные под картофель. Согласно распоряжению от 24 февраля 1841 года «О мерах к распространению разведения картофеля» губернаторы должны были регулярно отчитываться правительству о темпах увеличения посевов новой культуры. Тиражом в 30 000 экземпляров по всей России разослали бесплатные наставления по правильной посадке и выращиванию картофеля.
В результате по России прокатилась волна «картофельных бунтов». Страх народа перед нововведениями разделяли и некоторые просвещённые славянофилы. Например, княгиня Авдотья Голицына «с упорством и страстью отстаивала свой протест, которым довольно забавлялись в обществе». Она заявляла, что картошка «есть посягательство на русскую национальность, что картофель испортит и желудки, и благочестивые нравы наших искони и богохранимых хлебо- и кашеедов».
Тем не менее «картофельная революция» времён Николая I увенчалась успехом. К концу XIX века в России было занято под картофель более 1,5 млн га. К началу XX века этот овощ уже считался в России «вторым хлебом», то есть одним из основных продуктов питания.
В первые годы Советской власти была создана Кореневская селекционная станция, которая впоследствии стала Научно-исследовательским институтом картофельного хозяйства. Большой вклад в дело развития науки о картофеле принадлежит учёным Всесоюзного института растениеводства в Ленинграде.
Экспедиции Н. И. Вавилова, С. В. Юзепчука, С. М. Букасова, П. М. Жуковского позволили хорошо изучить культуру картофеля на его старой родине (в Южной Америке). Более полутора столетий картофель знали и использовали в основном в центральных районах. Поэтому в 20-х годах XX века началось продвижение картофеля на Русский Север. Картофель узнали в карельской тундре. Главным образом, заслуга в этом принадлежит агроному И.Г. Эйхфельду.